# 해피니스 네버 컴즈 얼론
해피니스 네버 컴즈 얼론(프랑스어: Un bonheur n'arrive jamais seul, 영어: Happiness Never Comes Alone)은 2012년 공개된 프랑스의 로맨틱 코미디 영화이다.

## 줄거리
자유분방한 삶을 즐기는 재즈 피아니스트 사샤는 파티와 여자들을 좋아하는, 책임감 없는 삶을 살아간다. 그러던 어느 비 오는 날, 그는 우연히 40대 커리어우먼 샤를로트를 만나 하룻밤을 보내게 된다. 이후 사샤는 샤를로트에게 세 아이와 두 명의 전 남편이 있다는 사실을 알게 된다. 설상가상으로 샤를로트가 다니는 다국적 기업의 사장이자 곧 이혼할 예정인 질투심 많은 남편까지 얽혀 있다. 샤를로트는 남편에 대한 애정은 사라졌지만, 그의 재력과 권력 때문에 이혼이 쉽지 않다. 사샤와 샤를로트는 공통점이 거의 없어 보이지만, 서로에게 끌리는 감정을 느끼며 예상치 못한 로맨스를 시작한다. 이들은 서로 다른 삶의 방식과 복잡한 현실 속에서 진정한 사랑을 찾을 수 있을까?

## 출연

### 주연
- 소피 마르소
- 게드 엘마레

### 조연
- 모리스 바틀레미
- 프랑수와 벨레앙
- 마이클 아비테보울
- 줄리 앤 로스
- 마차 메릴
- 프랑소와 빈센텔리
- 시릴 구이

## 기타
- 총괄프로듀서: 프레데릭 도니귀앙
- 총괄프로듀서: 소냐 쉴리토
- 프로듀서: 파트릭 바투
- 공동제작: 비비안 아슬라니안
- 믹싱: 데미안 라제리니
- 의상: 올리비에 베리엇
- 배역: 안토니에트 불라